# Yolanda de Vianden
Violante o Yolanda de Vianden, (O.P.), (Vianden, ca. 1231 - Marienthal, 17 de diciembre de 1283), fue la hija menor del conde Enrique I de Vianden y de Margarita de Courteney, Marquesa de Namur. Ingresó, muy joven, en el monasterio dominico, de Marienthal (Luxemburgo), en contra de los deseos de sus padres. Llegó a ser priora y es una leyenda en la historia de Luxemburgo.
Es venerada como santa por la Iglesia católica.

## Hagiografía
El conocimiento que hay sobre Yolanda se debe en gran parte al poema épico Yolanda von Vianden,  escrito por el fraile Hermann de Veldenz (O.P.), uno de sus dos únicos trabajos conocidos (el otro escrito en prosa sobre la vida de Yolanda). El poema cuenta como, siendo una jovencita y en contra de los deseos de sus padres, ya quería hacerse monja. Por su lado, su madre había concertado un matrimonio con el noble Valerán I de Monschau, con el fin de consolidar la influencia de los Condes de Vianden, especialmente en lo que se refiere a sus relaciones con los condes de Luxemburgo, con los que querían emparentar. En 1245, teniendo Yolanda la edad de 14 años, su madre, Margarita de Courteney, marquesa de Namour, la llevó, junto a su futuro compañero a visitar el monasterio de Marienthal, donde Yolanda, de manera sorpresiva, corrió para conseguir la protección del convento y obtuvo su admisión como novicia.
Un año después, Margarita volvió acompañada de nobles armados, amenazando con destruir el monasterio si Yolanda no aceptaba dejarlo. A la chica la convencieron para que volviera a Vianden, donde sus padres intentaron retenerla en el castillo. Pero ella no se amilanó, al contrario, afianzó su visión con sus charlas con los conocidos frailes dominicos como Walter de Meisemburg y San Alberto Magno. Finalmente se llegó a la conclusión, con el acuerdo de su madre, de que Yolanda debía volver al monasterio de Marienthal. En ello influyó el que Yolanda se había escapado y escondido en una cueva; cuando su madre la encontró le rogó que volviese a casa, aunque mantuviera su decisión de hacerse monja. Allí llevó una vida de oración y caridad durante muchos años. En 1258 fue elegida priora, cargo en el que se mantuvo hasta su muerte, 25 años más tarde, en 1283. Es de destacar que su propia madre, Margarita, ingresó en el monasterio tras las muerte de su marido en 1252 en el curso de la Séptima Cruzada.
De los restos de Yolanda solo hay un cráneo que se dice que es de ella. Se conserva y expone en la Iglesia de los Trinitarios de Vianden. El monasterio se cerró en el siglo XVIII, por lo que no se pueden buscar allí más restos de ella.
La determinación y firmeza de Yolanda para abandonar las riquezas y privilegios de la nobleza en favor de la vida austera y devota monacal, se consideró extraordinario e inspirador. No cabe duda de que Fray Hermann se inspiró en ello para escribir la historia de su vida y explica la razón por la que en Luxemburgo su persona y su vida son tan reverenciadas por las mujeres.

## Los poemas sobre Yolanda
Hay dos poemas que relatan su vidaː
Yolanda de Vianden, según Fray Hermann de Veldenz Fray Hermann escribió la historia de la vida de Yolanda en 1290, poco tiempo después de la muerte de ella en 1283. La obra tiene 5 963 pareados escritos en fráncico moselano, habla germánica muy parecida al actual luxemburgués. Al parecer, el poema épico del padre Hermann estuvo depositado unos 4 siglos en el monasterio de Marienthal. En 1655, una versión del escrito (entonces perdido) del padre Hermann, en idioma alto alemán medio fue transcrita por el jesuita belga Alexander von Wiltheim. Paralelamente, Wiltheim escribió en latín una Vida de Yolanda basada en los escritos del padre Hermann. Finalmente, en 1999, el lingüista luxemburgués Guy Berg redescubrió el manuscrito original, que es conocido actualmente como Codex Mariendalensis. El hallazgo del manuscrito se produjo en el castillo de Amsembourg, muy cerca de Marienthal. Este escrito está, además, considerado como el documento más antiguo conocido escrito en luxemburgués.
Poema anónimoEscrito por un autor inglés desconocido. Ha salido hace poco a la luz. Se titula Iölanda, A Tale of the Duchy of Luxembourg y se publicó en 1832. El autor, al que le hablaron de Yolanda en una visita que hizo al castillo de Vianden, era, aparentemente, conocedor del relato de Fray Hermann, tal como explica en la introducción. Por razones posiblemente románticas, cambió en final de la historia que finaliza con el matrimonio de Iölanda.